# Paul Lücke

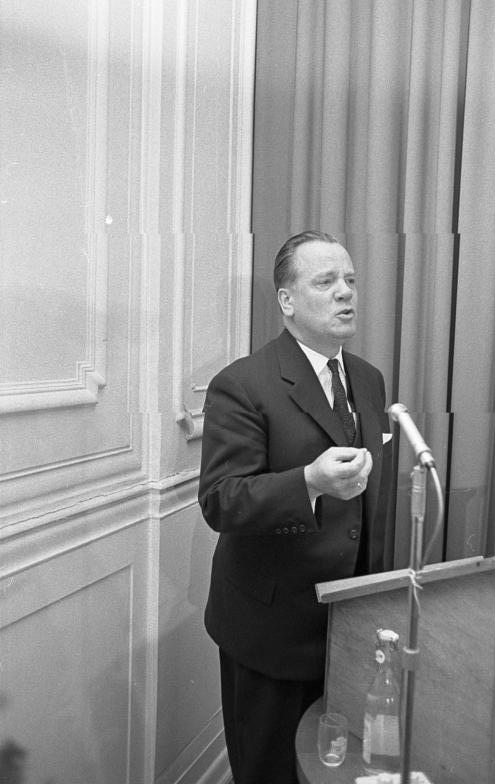
Paul Lücke, 1962

Paul Lücke (* 13. November 1914 in Schöneborn bei Marienheide; † 10. August 1976 in Erlangen) war ein deutscher Politiker (CDU). Er war von 1957 bis 1965 Bundesbauminister und von 1965 bis 1968 Bundesminister des Innern.

## Leben
Paul Lücke wurde als Sohn eines Steinhauers geboren. Nach dem Besuch der Volksschule absolvierte Lücke von 1928 bis 1931 eine Schlosserlehre und leistete 1935 seinen Wehrdienst ab. Im Zweiten Weltkrieg studierte er neben seinem Dienst als Feuerwerker und Waffenoffizier bei der Wehrmacht in Berlin Maschinenbau. 1944 verlor er bei einem Angriff der Résistance ein Bein und erblindete vorübergehend. Nach dem Krieg war er als Kommunalbeamter im Oberbergischen Kreis, zuletzt ab 1947 als Amtsdirektor in Engelskirchen tätig. Von 1954 bis 1966 war er Präsident des Deutschen Gemeindetages. 1962 war Lücke Präsident des 79. Deutschen Katholikentages in Hannover. Von 1969 bis zu seinem Tode war er Leiter der Deutschen Wohnungsbaugesellschaft in Köln.
1970 wurde er von Kardinal-Großmeister Eugène Kardinal Tisserant zum Ritter des Ritterordens vom Heiligen Grab zu Jerusalem ernannt und am 5. Dezember 1970 im Kölner Dom durch Lorenz Kardinal Jaeger, Großprior der deutschen Statthalterei, investiert.
Lücke war ab 1946 mit der Österreicherin Rosa Katharina Fussenegger (1920–2000) verheiratet und hatte sechs Kinder. Die Grabstätte der Eheleute befindet sich auf dem Bensberger Friedhof (Grab-Nr. 2584a+b).
Seine Tochter Maria Theresia Opladen (* 1948) wurde Mitglied im Landtag von Nordrhein-Westfalen und Bürgermeisterin von Bergisch Gladbach.

## Partei
Lücke hatte sich in der katholischen Jugend engagiert und gehörte 1945 zu den Mitbegründern der CDU im Oberbergischen Kreis. Nach dem Rücktritt der FDP-Minister aufgrund der Spiegel-Affäre sondierte er ab dem 26. November 1962 mit Billigung von Bundeskanzler Konrad Adenauer gemeinsam mit Karl Theodor Freiherr von und zu Guttenberg (CSU) bei Herbert Wehner (SPD) die Möglichkeiten für eine Große Koalition. Diese Sondierungen gingen am 1. Dezember 1962 in offizielle Koalitionsverhandlungen über. Sie scheiterten jedoch am 5. Dezember, weil die CDU nicht bereit war, über eine weitere Kanzlerschaft Adenauers zu reden. Von 1966 bis 1969 war er stellvertretender Bundesvorsitzender seiner Partei.

## Abgeordneter
Von 1949 bis 1972 war Lücke Mitglied des Deutschen Bundestages. Hier war er vom 14. März 1950 bis 1957 Vorsitzender des Ausschusses für Wiederaufbau und Wohnungswesen. Als Ausschussvorsitzender setzte er die Schaffung des Wohnungseigentumsgesetzes durch, mit dem der Bau von Eigentumswohnungen möglich wurde. Auch die Einführung der Wohnungsbauprämie im Bausparrecht ist von ihm initiiert worden. 1952 und 1955 gehörte Lücke zu einer Gruppe von Abgeordneten der CDU/CSU-Fraktion, die einen Gesetzentwurf zur Einführung des relativen Mehrheitswahlrechts in den Bundestag einbrachten. Diese Gesetzesentwürfe wurden jedoch im Wahlrechtsausschuß des Deutschen Bundestages nicht weiter verfolgt.
Paul Lücke ist stets als direkt gewählter Abgeordneter des Wahlkreises Rheinisch-Bergischer Kreis in den Bundestag eingezogen.

## Öffentliche Ämter

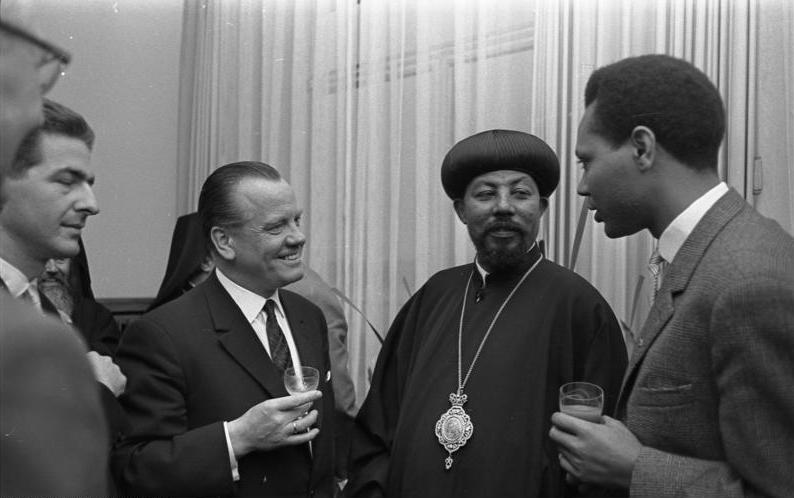
Lücke (Mitte links) mit geistlichen Würdenträgern, Bonn 1961

Seit 1947 war Lücke Amtsdirektor in der Gemeinde Engelskirchen.
Am 29. Oktober 1957 wurde Lücke als Bundesminister für Wohnungsbau in die von Bundeskanzler Konrad Adenauer geführte Bundesregierung berufen. Ab dem 14. November 1961 führte er sein Amt dann unter der Bezeichnung Bundesministerium für Wohnungswesen, Städtebau und Raumordnung weiter und leitete es zunächst auch unter Bundeskanzler Ludwig Erhard. In seiner Amtszeit wurde das Gesetz über den Abbau der Wohnungszwangswirtschaft und über ein soziales Miet- und Wohnrecht verabschiedet. Es trat 1960 in Kraft, brachte eine deutliche Einschränkung der öffentlichen Wohnraumbewirtschaftung, eine stufenweise Freigabe der Wohnraummieten und führte das Wohngeld ein.
Nach der Bundestagswahl 1965 wurde er am 26. Oktober 1965 zum Bundesminister des Innern ernannt (Kabinett Erhard II). Dieses Amt behielt er auch im von Bundeskanzler Kurt Georg Kiesinger geführten Kabinett der Großen Koalition (Kabinett Kiesinger ab Dezember 1966). In diese Amtszeit fällt die Vorbereitung der Notstandsverfassung, die knapp zwei Monate nach seinem Ausscheiden aus dem Amt verabschiedet wurde. Als Bundesinnenminister setzte er sich erneut für die Einführung des relativen Mehrheitswahlrechts ein. Dieser Plan wurde insbesondere von Bundeskanzler Ludwig Erhard abgelehnt. Auch in der SPD gab es erheblichen Widerstand, nachdem Modellrechnungen gezeigt hatten, dass nach allen damals diskutierten Modellen (Einer-, Dreier- und Viererwahlkreise) auf längere Sicht mit absoluten Mandatsmehrheiten der CDU/CSU zu rechnen war. Nachdem der SPD-Parteitag sich gegen den Willen des Parteivorstandes für eine Vertagung des Themas bis nach der Bundestagswahl im September 1969 ausgesprochen hatte, musste das Projekt als gescheitert angesehen werden. Lücke trat am 28. März 1968 nach mehrtägigen Rücktrittsdrohungen zurück; sein Nachfolger wurde am 2. April Ernst Benda, der zuvor parlamentarischer Staatssekretär unter Lücke gewesen war.

## Ehrungen und Auszeichnungen
- Ehrenmitglied der Katholischen Studentenverbindung Urach Freiburg im KV (1963)
- Ritterschlag zum Ritter vom Heiligen Grab (1970)
- Großkreuz des Verdienstordens der Bundesrepublik Deutschland
- Namensgeber der „Paul-Lücke-Straße“ in Schöneborn und Herkenrath

## Veröffentlichungen
- Paul Lücke: Ist Bonn doch Weimar? Der Kampf um das Mehrheitswahlrecht. Frankfurt am Main 1968

## Kabinette
Paul Lücke war Bundesminister für Wohnungsbau bzw. für Wohnungswesen, Städtebau und Raumordnung im
- Kabinett Adenauer III (1957–1961)
- Kabinett Adenauer IV (1961–1962)
- Kabinett Adenauer V (1962–1963)

und Bundesminister des Innern im
- Kabinett Erhard I (1963–1965)
- Kabinett Erhard II (1965–1966)
- Kabinett Kiesinger (1966–1969)